# Islamisme
Ne pas confondre l'islamisme (et leurs adeptes les islamistes) avec l'islam (et leurs croyants les Musulmans).
L'islamisme est une doctrine prônant l'islam comme une idéologie politique. Elle consiste à mobiliser les musulmans autour d’un projet socio-politique fondé sur les normes et les lois religieuses (charia). Il s'agit du synonyme religieux de l'islam politique. Les adeptes de l'islamisme sont appelés les islamistes.
Essentiellement politique, apparu au XXe siècle, l'usage du terme depuis sa réapparition dans la langue française à la fin des années 1970 a beaucoup évolué,. Il peut s'agir, par exemple, du « choix conscient de la doctrine musulmane comme guide pour l’action politique » – dans une acception que ne récusent pas certains islamistes –, ou encore, selon d'autres, d'une « idéologie manipulant l'islam en vue d'un projet politique : transformer le système politique et social d'un État en faisant de la charia, dont l'interprétation univoque est imposée à l'ensemble de la société, l'unique source du droit ». C'est ainsi un terme d'usage controversé.

Rouhollah Khomeini, chef de la révolution islamique en 1979.

Emblème de l'Iran, associé à l’islamisme chiite et au principe de Wilayat al Faqih dans le monde musulman.

## Étymologie

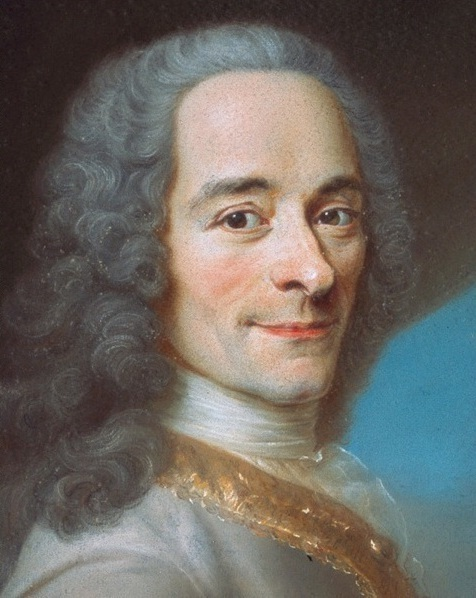
Voltaire, philosophe français des Lumières, utilise le terme comme synonyme de « mahométisme », pour désigner la religion des musulmans.

Le mot « islamisme » dérive du mot « islam » et du suffixe « -isme ». Le terme est de création française et son usage est attesté en français depuis le XVIIIe siècle, quand Voltaire l'utilise à la place de « mahométisme » pour signifier « religion des musulmans », cet usage est aujourd'hui « vieilli »,.
Cet usage, qui se développe au cours du XIXe siècle jusqu'à l'époque de la Première Guerre mondiale par analogie avec « judaïsme » et « christianisme », se retrouve notamment chez Alfred de Vigny, Tocqueville ou encore Renan. Il commence à être concurrencé par le terme « islam » tout au début du XXe siècle, lorsque le développement des études occidentales de l'islam fait la promotion du terme que les musulmans utilisent eux-mêmes. Le terme « islamisme » a ainsi complètement disparu de l'Encyclopædia of Islam entamée en 1913 et achevée en 1938.
Le terme « islamisme » réapparaît en France à la fin des années 1970 pour répondre à la nécessité de définir les nouveaux courants posant une interprétation politique et idéologique de l'islam et les différencier de l'islam en tant que foi. Pour l'islamologue Bruno Étienne, l'acception actuelle du mot, qu'il est également possible d'appeler « islamisme radical », peut se résumer comme l'« utilisation politique de thèmes musulmans mobilisés en réaction à l'« occidentalisation » considérée comme agressive à l’égard de l’identité arabo-musulmane », cette réaction étant « perçue comme une protestation antimoderne » par ceux qui ne suivent pas cette idéologie.

## Histoire

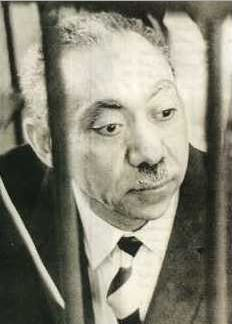
Sayyid Qutb, idéologue des Frères musulmans, une organisation islamiste sunnite.

À la base de l'islamisme d'aujourd'hui, on trouve des courants de pensées du XIXe siècle tels que le fondamentalisme musulman (en particulier le wahhabisme) et le réformisme musulman. Ces courants sont nés à la suite des questionnements que posent la confrontation à la modernité occidentale et sa domination. Les historiens considèrent également que l'islamisme est né en grande partie du « choc colonial ». Après avoir produit plus d'un millénaire d'empires (califats, empire ottoman, empire safavide, empire moghol), le monde musulman se retrouve en quelques décennies (seconde moitié du XIXe siècle) dépecé et en grande partie placé sous la tutelle des puissances coloniales européennes (à l'exception de la Turquie d’Atatürk, de l'Iran de Pahlavi et de l'Afghanistan de Amānullāh Khān). Les premiers penseurs de l'islamisme (al-Banna, al-Afghani…) attribuaient cette déchéance à la perte de « valeurs » musulmanes, qui auraient affaibli l'oumma (la communauté des musulmans). On peut lire à ce sujet Le choc colonial et l'islam, écrit sous la direction de Pierre-Jean Luizard.
Certains analystes considèrent que les Frères musulmans, groupe fondé par Hassan el Banna en 1928, seraient à l'origine de l'islamisme[réf. incomplète]. Cette confrérie est le premier mouvement à entrer sur la scène politique pour réclamer l'application de la charia, la loi islamique, dans un premier temps en opposition à l'occupation britannique en Égypte.
Au début des années 1960, Sayyid Qutb, théoricien des Frères musulmans, introduit les notions de rupture par rapport à la société impie et de reconquête. C'est dans ces écrits, surtout dans son texte Fī Ẓilāl al-Qur'ān (en) (À l'ombre du Coran), que certains groupes islamistes trouvent la justification théorique de l'usage de la violence pour islamiser les sociétés moyen-orientales.

Drapeau de l’État islamique, une organisation terroriste islamiste. On peut y lire en arabe la première partie de la chahada, et le sceau de Mahomet qui contient une autre partie de la profession de foi de l'islam.

À partir de la fin des années 1960, s'accumulent des faits historiques, idéologiques, économiques et sociaux qui peuvent expliquer le développement de l'islamisme :
- La défaite des pays arabes contre Israël, lors de la Guerre des Six Jours, marque la fin de l'idéologie nationaliste arabe et de l'influence de Nasser dans le monde arabe et l'affirmation de l'Arabie saoudite salafiste ;
- Les années 1970 se caractérisent dans de nombreux pays de l'espace musulman par une libéralisation économique à laquelle il est reproché de porter atteinte à l'aide sociale, aux services publics et, plus globalement, d'accroître les inégalités de niveau de vie[réf. nécessaire] ;
- Les dirigeants des principaux pays perdent ainsi la légitimité historique (perte due à la décolonisation), la légitimité idéologique, la légitimité économique. On peut concevoir la mouvance islamique comme un mouvement d'opposition politique dans un contexte souvent non démocratique ;
- La hausse des cours du pétrole à partir des années 1970 favorise les gouvernements de certains États (Arabie saoudite puis Iran en particulier), qui peuvent financer l'islamisme pour étendre leur sphère d'influence sur d'autres États (qui peuvent à leur tour adopter des doctrines islamistes pour résister à la pression) ;
- La guerre indo-pakistanaise de 1971 conduit les militaires pakistanais, soutenus par l'Arabie saoudite, à encourager la propagande islamiste sunnite. Cette tendance se renforce après l'invasion soviétique de l'Afghanistan en 1979.
- La révolution islamique, en Iran, de 1979, entraînant l'instauration de la république islamique montre la capacité mobilisatrice de l'islamisme ce qui conforte les islamistes dans leur espoir et inquiète en Occident.
- La guerre civile libanaise, plus politique que religieuse à l'origine, va aussi devenir un foyer d'activité islamiste.
- La décennie noire en Algérie oppose, à partir de 1991, le gouvernement algérien et divers groupes islamistes intégristes qui attaquent au début l'armée et la police, puis les civils.

Les décennies suivantes sont marquées par des actes terroristes meurtriers. L'idéologie islamiste est en effet portée par des organisations terroristes comme Al-Qaïda, l'État islamique ou encore Boko Haram, qui multiplient les attentats et s'emparent parfois de territoires.
Par ailleurs, les islamistes sont arrivés au pouvoir, souvent par les urnes, dans plusieurs pays du monde musulman : Soudan (1989- ), Palestine (2006-2007), Tunisie (2011-2014), Maroc (2011-), Égypte (2012-2013).

## Mouvances islamistes

La charia dans le monde :
Pays membre de l'Organisation de la coopération islamique où la charia ne joue pas un rôle dans le système judiciaire.
Pays où la charia s'applique aux questions de statut personnel (mariage, divorce, héritage et autorité parentale).
Pays où la charia s'applique intégralement, aussi bien aux questions de statut personnel qu'aux procédures pénales.
Pays avec des variations régionales dans l'application de la charia.

Le projet politique islamiste repose sur le choix et l'interprétation des textes qui constituent la charia (le Coran et la sunna, la jurisprudence). La diversité d'interprétation des textes est une cause de l'existence de plusieurs courants islamistes aux discours divergents.

### Islamisme et traditionalisme
Le traditionalisme dépasse largement l'islamisme, c'est un discours lié à la tradition, pas forcément à la tradition musulmane. Il renvoie à tout ce qui est conservateur, nostalgique du passé. Ce dernier concept puise souvent dans la religion, où se trouvent des éléments sur la moralité des mœurs. Le traditionalisme musulman est ainsi plutôt un islamisme.

### «Islamisme» et «fondamentalisme»

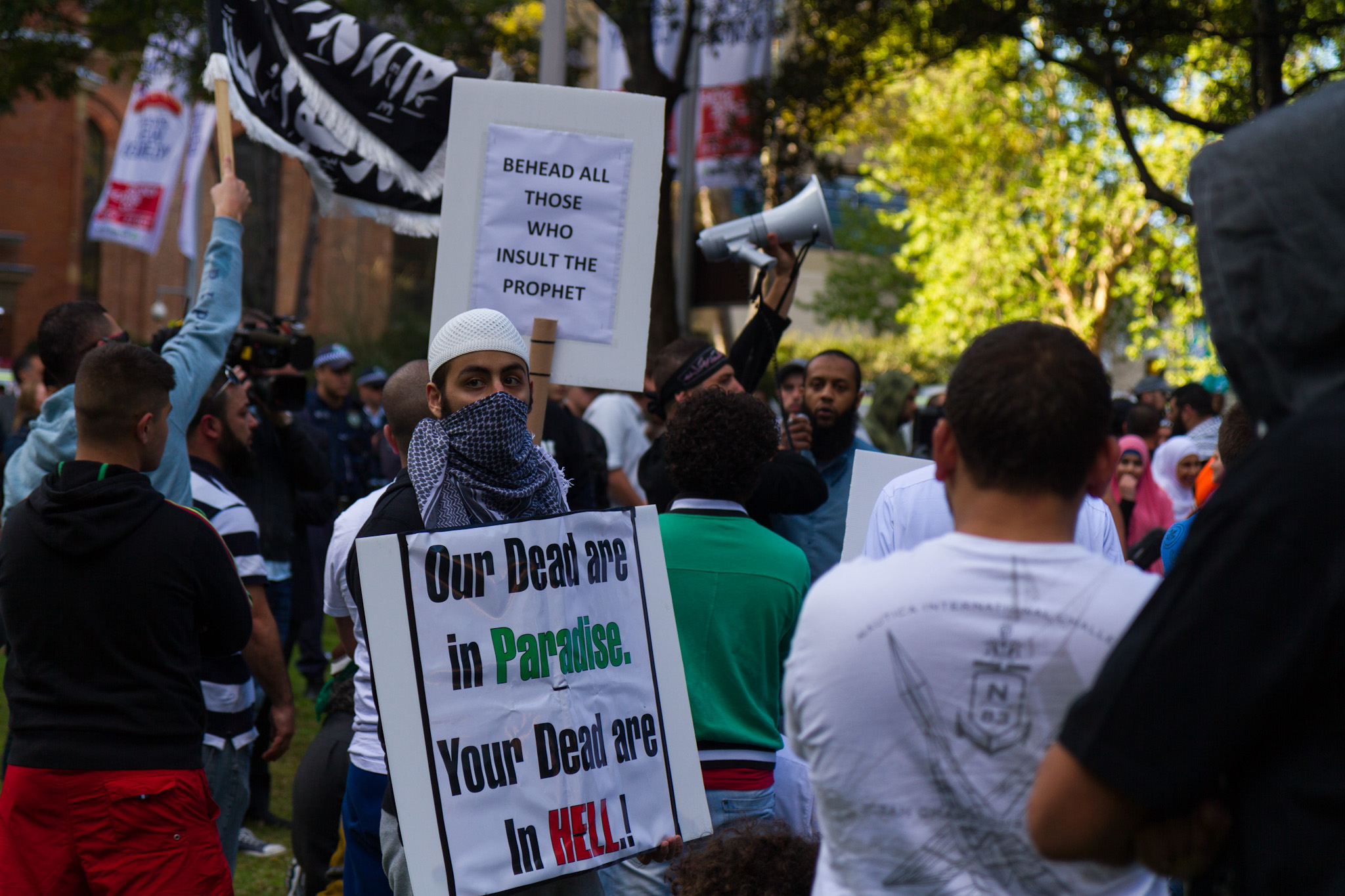
Les islamistes 2012 à Hyde Park à Sydney avec l'affiche « Décapiter tous ceux qui insultent le prophète » et « Nos morts sont au paradis, vos morts sont en enfer! »

Le « fondamentalisme » participe largement à la démarche islamiste en cherchant à effectuer un retour aux fondements de la religion, et à la période des quatre premiers califes.
Le terme « fondamentalisme » était utilisé dans le monde anglophone avant de l'être par emprunt dans le monde francophone. Mais dans ce dernier, dès la fin des années 1970, reviendra à l'usage du terme « islamisme », libéré de son usage ancien, pour désigner les nouveaux mouvements d'une part à cause de ses origines prestigieuses — Voltaire — et d'autre part du fait de la trop grande spécificité du terme « intégrisme » dans un contexte catholique. Le terme français, dans sa nouvelle acception, apparaîtra à son tour dans le monde anglophone à partir du milieu des années 1980 pour devenir progressivement un synonyme de « fondamentalisme ».
Ces usages seront débattus tant par les chercheurs français que leurs homologues anglophones – particulièrement américains. En France, dans les années 1990, on verra l'émergence des termes « postislamisme » – sous la plume d'Olivier Roy – et « néofondamentalisme », courant dont les tenants se consacreraient désormais à une islamisation de la société à la suite de l'échec des courants islamistes à s'emparer du pouvoir.
Bernard Lewis rejette le terme fondamentalisme qu'il juge imprécis et fallacieux. Il précise la différence entre fondamentalistes et musulmans : les fondamentalistes souhaitent rétablir la charia et un État islamique, ils dénoncent l'adoption de « lois infidèles » ainsi que la modernisation sociale et culturelle de la société.

### Conservateurs et réformistes
Selon Wendy Kristianasen, dans Le Monde diplomatique, les islamistes eux-mêmes se divisent en deux catégories : les « conservateurs » et les « évolutionnistes ».

## Fondements et principes de l'islamisme
Les principaux points défendus par certains islamistes sont l'instauration de la charia (jurisprudence islamique), l'unité du monde musulman et, en particulier, le retour au califat par le mérite, ainsi que l'élimination de toute ingérence non-musulmane (principalement occidentale).
L'ouvrage à la source de l'islamisme est Jalons sur la route de l'islam de Sayyid Qutb.

## Critiques

### Du terme
Le concept d'« islamisme » a été critiqué, notamment par Thomas Deltombe qui le qualifie de « catégorie infiniment élastique », « qu’aucun expert ne se risque à définir autrement que par des formules creuses », et qui « permet d’unifier toute une série de mouvements, de courants ou de personnalités sous une même bannière, indépendamment de leurs objectifs, de leurs modalités d’action et des contextes politiques, historiques et géographiques dans lesquels ils s’inscrivent ». Critiquant également l'usage fourre-tout du mot « islamiste » dans les grands médias, Pierre Tevanian écrit que « le terme n’a pas de sens précis : dans ses usages dominants en tout cas, il ne signifie rien d’autre que « mauvais musulman » ».
De plus certaines personnes désignées comme islamistes (par exemple Abbassi Madani et Mohammad Hussein Fadlallah) soutiennent que l'islam et l'islamisme sont une même chose et que le terme qui les définit le mieux est musulman.
À l'instar de quelques auteurs et de quelques polémistes, dans son ouvrage Soufi ou mufti ? Quel avenir pour l'islam, l'islamologue française Anne-Marie Delcambre estime, quant à elle, que « islamisme » et « islam » désignent une réalité indistincte, posant que la nouvelle acception du terme « islamisme » – l'acception politique – puiserait sa source dans l'affirmation du juriste égyptien, Muhammad Sa'id al-'Ashmawi, qui avait déclaré que « Dieu voulait que l'islam fût une religion, mais les hommes ont voulu en faire une politique ». Elle voit ainsi dans l'islam et l'islamisme une forme de continuité, une réalité inchangée, proposant une vision à laquelle s'oppose son préfacier américain, le journaliste Daniel Pipes qui argue, lui, que l'islamisme est une « manifestation spécifique, moderne et extrémiste de l'islam » s'inscrivant dans une réalité évolutive.